# Тямти Метески
Тямти Метески (тат. Тәмте-Мәтәскә) — деревня в Тюлячинском районе Республики Татарстан, в составе Большеметескинского сельского поселения.

## Географическое положение
Деревня находится на реке Тямтибаш, в 6 км к западу от районного центра, села Тюлячи.

## История
Первоисточники упоминают о деревне с 1565-1567 годов.
Название деревни произошло от гидронима «Тәмте» и ойконима «Мәтәскә».
В сословном плане, в XVIII веке и вплоть до 1860-х годов, жители деревни причислялись к государственным крестьянам.
По данным переписей, население деревни увеличивалось с 62 душ мужского пола в 1782 году до 536 человек в 1920 году. В последующие годы численность населения деревни постепенно уменьшалась и в 2010 году составила 96 человек.
По сведениям из первоисточников, в начале XX столетия в деревне действовали мечеть и медресе.
Административно, до 1920 года деревня относилась к Лаишевскому уезду Казанской губернии, с 1920 года - к Лаишевскому кантону, с 1935 года (с перерывами) - к Тюлячинскому району Татарстана.

## Экономика и инфраструктура
В XVIII-XIX столетиях основными занятиями жителей деревни являлись земледелие, разведение скота, портняжно-шапочный промысел. 
Жители деревни занимаются полеводством, овцеводством.
В деревне функционирует начальная школа.